# 新達尼利夫卡 (卡贊卡區)
47°57′51″N 32°48′9″E / 47.96417°N 32.80250°E
新達尼利夫卡（烏克蘭語：Новоданилівка），是烏克蘭南部的村莊，隸屬尼古拉耶夫州的巴什坦卡區。該村面積0.37平方公里，海拔高度124米，2001年人口142，人口密度每平方公里383.8人。